# クンガ・ロドゥ・ギェンツェン・パルサンポ
クンガ・ロドゥ・ギェンツェン・パルサンポ（Kun dga' blo gros rgyal mtshan dpal bzang po、1299年 - 1327年）は、チベット仏教サキャ派の仏教僧。大元ウルスにおける8代目の帝師を務めた。
漢文史料の『元史』では公哥羅古羅思監蔵班蔵卜（gōnggē luógǔluósī jiānzàng bānzàngbǔ）と表記される。

## 概要
『フゥラン・テプテル』によると、初代帝師パクパの異母弟にあたるイェシェー・チェンネーはケンポ・チャルラスクパ（mKhan po car la zug pa）と称し、ジョモ・リンチェンキ（Jo mo rin chen skyid）という妃との間にラマダクニチェンポ・サンポペル（bLa ma bdag nid chen po bzang po dpal）という息子が生まれた。
この頃、クビライはチベットに対する統制を強めており、恐らくはその一環としてサンポペルは江南（マンジ）に留め置かれ、その間にチベットでは非コン氏の座主・帝師が輩出された。しかしクビライが亡くなるとチベットに対する強行姿勢は和らげられ、帝師タクパ・オーセルの請願もあってサンポペルはチベット本国に帰還し、この時クンガ・ブムプルワ（Kun dga' 'bum phul ba）との間に生まれたのがクンガ・ロドゥ・ギェンツェン・パルサンポであった。よって、クンガ・ロドゥ・ギェンツェン・パルサンポはサキャ派の支配氏族たるコン氏の正系であり、初代帝師パクパの甥の子にあたる筋目正しい人物であった。
チベット語史料の多くは一致して「（クンガ・ロドゥ・ギェンツェン・パルサンポは）父のサンポペルが38歳であった1299年（己亥）に生まれ、朝廷に赴いて帝師となった」と記しており、これに対応するように漢文史料の『元史』には延祐2年（1315年）に「公哥羅古羅思監蔵班蔵卜（＝クンガ・ロドゥ・ギェンツェン・パルサンポ）」が帝師に任命され玉印を下賜されたと記されている。なお、『仏祖歴代通載』などの史料ではクンガ・ロドゥ・ギェンツェン・パルサンポが帝師とされた歳を「延祐3年（1316年）10月」と記しているが、これでは先代帝師の死より間が空きすぎること、またクンガ・ロドゥ・ギェンツェン・パルサンポが延祐3年（1316年）4月8日づけで発行した文書が現存していることなどから、研究者は『元史』の延祐2年（1315年）の帝師就任を正しいと見る。
漢文史料・チベット語史料双方でクンガ・ロドゥ・ギェンツェン・パルサンポは至治元年（1321年）から至治2年（1322年）にかけて具足戒を受けるために一時チベットに帰国したと記録されており、恐らくはこの点を踏まえて「クンガ・ロドゥ・ギェンツェン・パルサンポの経歴はパクパと似ている」と評されている。また、この頃パクモドゥパ派ではチャンチュプ・ギェルツェンとギェンツェンキャプの間で主導権争いが繰り広げられており、クンガ・ロドゥ・ギェンツェン・パルサンポはチャンチュプ・ギェルツェンの要請を受けてギェンツェンキャプの追放に助力した。この後チャンチュプ・ギェルツェンはチベット中央部を制圧する大勢力に成長し、皮肉にもチベットにおけるサキャ派の覇権時代を終わらせる役割を担うことになる。
クンガ・ロドゥ・ギェンツェン・パルサンポはパクパの血縁であることから厚遇を受けていたようであり、『元史』釈老伝には「至治年間、全国の郡県にパクパを祀る廟を建てさせ、また11の行省にパクパの絵画を送り像を造らせた」とある。南坡の変を経て泰定帝イェスン・テムル・カアンが即位して以後も厚遇され、珠字詔を以てサキャへ賜っている。
クンガ・ロドゥ・ギェンツェン・パルサンポの没年について、『元史』泰定帝本紀は「泰定4年（1327年）2月｣、『フゥラン・テプテル』も「丁卯（1327年）2月に大都で死去した」としており、双方の史料の記述が合致する。ただし同じく泰定帝本紀泰定3年10月条には「帝師が病のためにチベットに帰還した」との記述があり、実際には10月にチベット帰還の途につき、その道中で泰定4年2月13日（1327年3月6日）に急逝したのではないかと考えられている。また、『元史』釈老伝にはクンガ・ロドゥ・ギェンツェン・パルサンポの没後に旺出児監蔵なる人物が帝師となったと記すが、この人物は先述したクンガ・ロドゥ・ギェンツェン・パルサンポの死亡時の混乱に基づく誤解によって生みだされた実在しない人物であると考えられる。なお、『元史』釈老伝は至治3年（1323年）没とするが、この没年は泰定2年（1325年）3月10日発行文書が現存することからも明らかに誤りである。